# Йоганнес Шпільманн
Йоганнес Шпільманн (нім. Johannes Spielmann; 29 грудня 1916, Лауфенбург — 14 серпня 2005, Лауфенбург) — німецький офіцер, майор вермахту (1944). Кавалер Лицарського хреста Залізного хреста з дубовим листям.

## Біографія
В 1937 році вступив в 5-й артилерійський полк. В 1939 році переведений в 206-й артилерійський полк. Учасник Балканської кампанії. З 1941 року у складі 197-го дивізіону штурмових гармат брав участь в Німецько-радянській війні. Відзначився у боях в Криму. В жовтні 1943 року важко поранений і тільки у вересні 1944 року повернувся в армію та був призначений командиром 202-ї бригади штурмових гармат. Відзначився у боях в Курляндському котлі.

## Нагороди
- Залізний хрест
  - 2-го класу (13 липня 1941)
  - 1-го класу (26 вересня 1941)
- Нагрудний знак «За участь у загальних штурмових атаках» (5 серпня 1941)
- Нагрудний знак «За поранення»
  - в сріблі (11 вересня 1941)
  - в золоті (31 жовтня 1941)
- Двічі відзначений у Вермахтберіхт
  - «Під час боїв на Керченському півострові взвод дивізіону штурмових гармат під керівництвом лейтенанта Шпільманна протягом 13 і 14 березня підбив 14 танків противника.» (15 березня 1942)
  - «Під час боїв під Севастополем особливою хоробрістю відзначилися кавалер Лицарського хреста оберлейтенант Шпільманн, командир батареї дивізіону штурмових гармат, та оберлейтенант Франк, командир роти піхотного полку.» (13 червня 1942)
- Лицарський хрест Залізного хреста з дубовим листям
  - лицарський хрест (27 березня 1942)
  - дубове листя (№804; 28 березня 1945)
- Сертифікат Пошани Головнокомандувача Сухопутних військ Вермахту — нагороджений двчі (28 березня і 15 липня 1942)
- Медаль «За зимову кампанію на Сході 1941/42» (12 вересня 1942)
- Кримський щит (11 листопада 1942)